# Times of Malta
A Times of Malta angol nyelvű máltai napilap, amelyet Lord és Lady Strickland és lányuk, Mabel alapított 1935-ben. Ez a legrégebb ma is megjelenő máltai napilap, egyben ez jelenik meg a legnagyobb példányszámban, a máltai sajtó véleményformáló lapjának tekintik. Kiadója az Allied Newspapers Limited, melynek többségi tulajdonosa a Mabel Strickland által 1979-ben alapított Strickland Foundation.

## Története
Az újság története összefonódik az Allied Newspapers Limited kiadóvállalatéval. A kiadó története az 1920-as években kezdődött, amikor az újságírás és a nyomdaipar úttörője volt. Málta első esti napilapját, az Il-Progress-t  Gerald Strickland adta ki. Ez egy négy oldalas napilap volt saját nyomdával. A "Progress" nevet az Allied Newspapers Limited társvállalata, az 1946-ban alakult Progress Press Company Limited ma is használja.
1922. február 3-ától kezdve az Il-Progress angol nyelvű melléklettel jelent meg. A The Times of Malta és Il-Progress 1929. március 1-jéig jelent meg, ekkor az angol nyelvű mellékletből a The Times of Malta Weekly lett (a The Sunday Times of Malta elődje). A máltai nyelvű lap neve előbb Ix-Xemx, majd Id-Dehen, végül Il-Berqa lett. Az Il-Berqa 1968. november 30-án jelent meg utoljára. 1931. februárban a Progress Press átköltözött a Strickland House néven ismert épületbe, amely a közelmúltig az Allied Newspapers Limited székhelye volt.

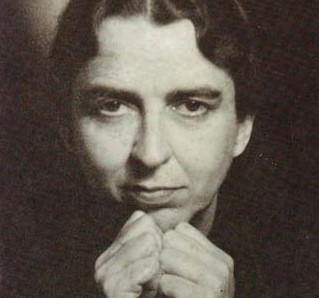
Mabel Strickland

Ahogy az Il-Progress angol nyelvű mellékletének az olvasótábora növekedett, Lord Strickland hamar rájött, hogy van kereslet egy angol nyelvű napilapra. A The Times of Malta első száma 1935. augusztus 7-én jelent meg, a háborús fenyegetés árnyékában, mivel Olaszország Abesszínia megszállására készült, amit el is kezdett 1935. októberben. 1935. szeptember 2-án Mabel Strickland, az Allied Malta Newspapers Limited alapító tagja és első igazgatóságának tagja lett a The Times of Malta első főszerkesztője. 1935 és 1950 között ő szerkesztette a The Sunday Times of Malta-t is.
1960. augusztus 6-án, a The Times of Malta 25. évfordulóján Strickland azt írta, hogy az újság, ami eredetileg az Alkotmányos Párt lapja volt, országos napilappá vált. Strickland volt a főszerkesztő a második világháború nehéz éveiben. A cégcsoporthoz tartozó újságok mindegyike folyamatosan megjelent, egyetlen szám sem maradt ki a folyamatos bombázások és az 1940–1943 közötti ostrom szűkös éveiben. Az épületet kétszer bombázták, és 1942. április 7-én el is találták, a nyomdagépek azonban épen maradtak.
1950-ben Thomas Hedley vette át a szerkesztést Stricklandtől. Ő volt a főszerkesztő azokban a politikai és gazdasági változásokkal terhelt, nehéz években, melynek végén 1964-ben Málta elnyerte függetlenségét. Charles Grech Orr főszerkesztősége idején (1965–1990) a The Times hagyományait megőrizve akkor is megjelent, amikor 1979. október 15-én, Málta fekete hétfőjén politikai gyújtogatók felgyújtották az épületet. A fenyegető veszély miatt a szerkesztőség elhagyta az épületet, és a következő napi újság nyomtatását egy másik nyomdában folytatták. Másnap az újság csökkentett méretben ugyan, de a szokásos időben az utcákon volt.
A 21. században az újság honlapja (timesofmalta.com) lett az elsődleges máltai hírforrás és egyike a mediterrán térség legfontosabb hírportáljainak. 2019. júniusban Herman Grech lett az új főszerkesztő.
2021. márciusban Adrian Hillman, az Allied Group korábbi igazgatója és Vince Buhagiar, Progress Press korábbi elnöke bíróság elé került több rendbeli csalás és pénzmosás vádjával. Állítólag Hillman és Buhagiar együttműködve Keith Schembrivel, Joseph Muscat kormányfő korábbi kabinetfőnökével 5,5 millió euróval rövidítették meg a Progress Presst, túlárazva a Schembri cégétől vásárolt nyomdai berendezéseket, és megosztozva a hasznon.

## Fordítás
Ez a szócikk részben vagy egészben  a   Times of Malta című angol Wikipédia-szócikk fordításán alapul.  Az eredeti cikk szerkesztőit annak laptörténete sorolja fel. Ez a jelzés csupán a megfogalmazás eredetét és a szerzői jogokat jelzi, nem szolgál a cikkben szereplő információk forrásmegjelöléseként.